# Jan Jacoby
Jan Jacoby (ur. 31 maja 1909 w Olchowej, zm. 12 września 2003 w Warszawie) – polski reżyser filmów naukowych, scenarzysta.

## Życiorys
Urodził się w rodzinie Józefa Roberta (1872–1936), inżyniera, i Zofii z Witwickich (1884–1977). Brat Zygmunta Jana Kwiryna (1904–1941), Wacława Józefa (1906–1911), Wandy Nałęcz (1916–2018), brat przyrodni Bolesława Kujawskiego (1927–2007) i Macieja Kujawskiego (1929–2015). W 1928 złożył maturę w Gimnazjum im. Mikołaja Reja w Warszawie. Student Wyższej Szkoły Handlowej, a po przerwie spowodowanej służbą wojskową w Szkole Podchorążych Rezerwy Piechoty w Zambrowie, student Wyższej Szkoły Dziennikarskiej w Warszawie, którą ukończył w 1935.
Działacz akademicki: sekretarz generalny 1929/30 i wiceprezes 1930/31 Bratniej Pomocy Studentów Wyższej Szkoły Handlowej; redaktor czasopisma kół naukowych „Ruch Akademicki”, założyciel i prezes stowarzyszenia „Młoda Prasa” na WSD 1932/33; działacz narodowy, członek MW i OWP, publicysta „Szczerbca”. Od roku 1928 należał do P.K!A. Aquilonia, której członkiem był też jego starszy brat Zygmunt (1904–1941). Prezes Honorowy P.K!A. Aquilonia.
W latach 1932–1937 pracował jako dyrektor ekonomiczny w rodzinnej fabryce Zakłady Przemysłowe „Kamienna – Jan Witwicki” w Skarżysku-Kamiennej; w latach 1937–1944 współzałożyciel Biura Przemysłowo-Handlowego „J. Jacoby i E. Kozłowski” w Warszawie.
Na stopień podporucznika został mianowany ze starszeństwem z 1 stycznia 1933 i 4313. lokatą, a na stopień porucznika ze starszeństwem z 1 stycznia 1937 i 503. lokatą w korpusie oficerów rezerwy piechoty. W kampanii wrześniowej 1939 walczył jako zastępca dowódcy kompanii ckm w 33 Pułku Piechoty. W okresie okupacji więzień obozu niemieckiego (1944–1945).

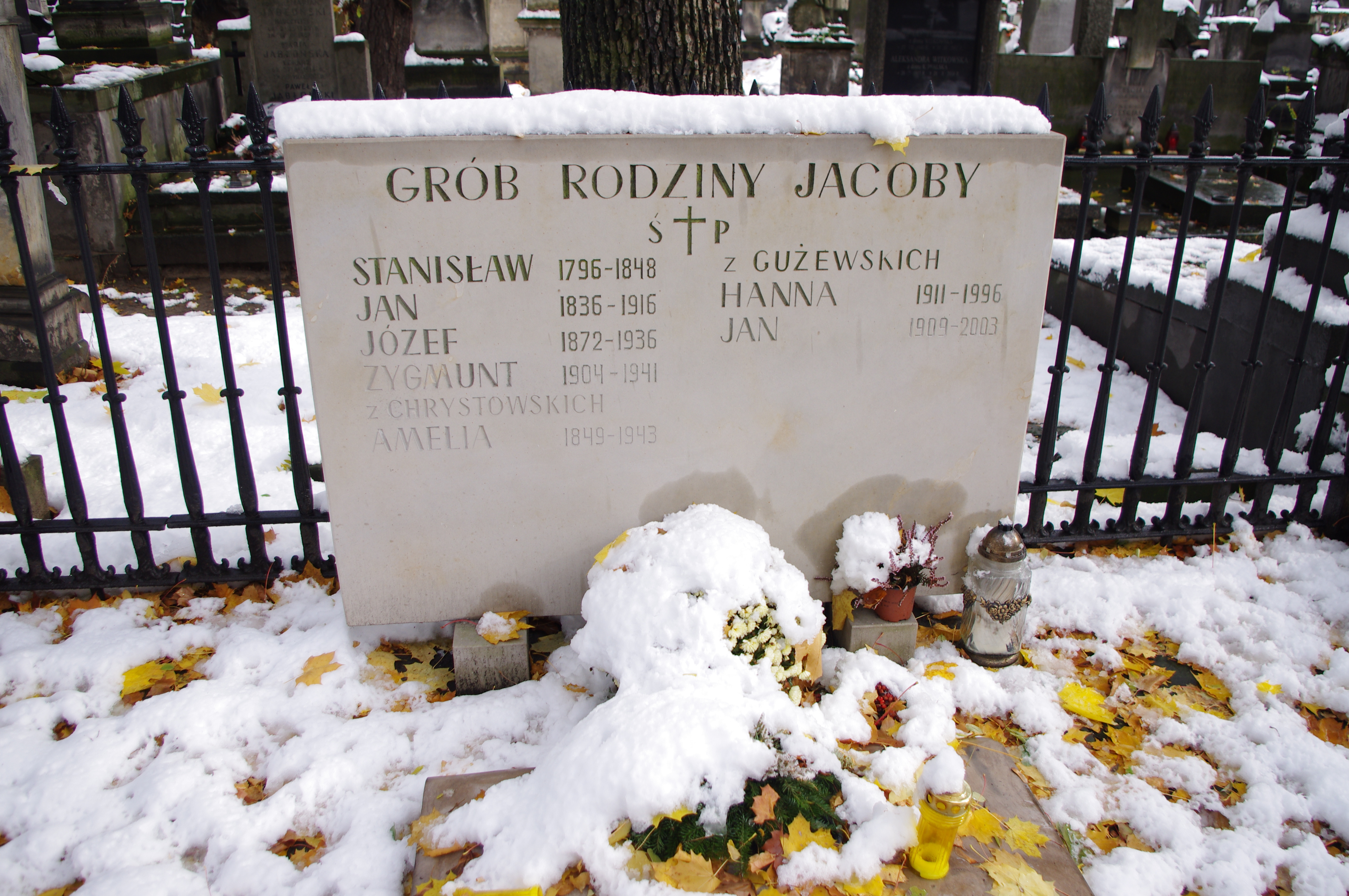
Grób reżysera Jana Jacoby'ego na cmentarzu Powązkowskim w Warszawie

Po wojnie zamieszkał w Gliwicach, gdzie pracował w Centrali Żelaza i Stali. Od 1947 r. organizator Ośrodka Produkcji Filmów Przemysłowych na Śląsku. Jednocześnie zajął się reżyserią filmów technicznych. Reżyser i scenarzysta filmów naukowych w: Wytwórni Filmów Oświatowych, Ośrodku Usług Filmowych, Wytwórni Filmowej „Czołówka” i Studiu Miniatur Filmowych. Wykładowca w Państwowej Wyższej Szkole Filmowej w Łodzi: st. wykładowca 1952–1956, z-ca prof. 1956–1963, doc. 1966–1974, kier. Zakładu Filmu Naukowego 1956–1974, doc. em. 1974. Konsultant w resortach: kultury i sztuki, oświaty, szkolnictwa wyższego, obrony narodowej, w GKKFiT oraz organizacjach społecznych i zawodowych. Prelegent (ponad 400 odczytów prelekcji i odczytów) w: PAN, NOT, wyższych uczelniach, towarzystwach naukowych i społecznych.
W latach 1946–1953 zasiadał w Wojewódzkiej Radzie Narodowej w Katowicach jako przedstawiciel Stronnictwa Demokratycznego.
W dorobku reżyserskim ma ponad 120 filmów naukowych z różnych dyscyplin: medycyna, sportu i nauki. W dorobku naukowym ma 5 książek i ponad 200 publikacji w druku, w tym tłumaczenia na 14 języków.
Był mężem Hanny Stanisławy (1911–1996), córki Adolfa Gużewskiego, kompozytora. Mieli córkę Martę oraz synów Ryszarda (dyplomaty) i Krzysztofa.
Zmarł w Warszawie, pochowany w grobie rodzinnym na cmentarzu Powązkowskim (kwatera 24-6-10,11,12).

## Działalność społeczna
- Założyciel Polskiego Stowarzyszenia Filmu Naukowego (sekretarz generalny 1959–1968, prezes 1969–1987, prezes honorowy 1987).
- Działacz Międzynarodowego Stowarzyszenia Filmu Naukowego w Paryżu (AICS-ISFA), gdzie przez kilkanaście kadencji pełnił funkcje wiceprezesa, w latach 1965/66 prezesa, następnie członka zasłużonego.
- Założyciel Międzynarodowej Filmoteki Naukowej w Brukseli (prezes 1971–1987, order honorowy).
- W kraju członek władz naczelnych różnych organizacji społecznych jak SPATIF-ZASP (członek Zarządu 1952–1981, członek zasłużony 1968), ZAiKS (członek Zarządu 1967–1978, członek zasłużony 1969, Złota Odznaka), Stowarzyszenie Filmowców Polskich (członek Zarządu 1969–1974) i innych.
- Założyciel Stowarzyszenia Filistrów Polskich Korporacji Akademickich (członek władz 1995–2003)
- Prezes Koła Filistrów P.K!A. Aquilonia

## Ordery i odznaczenia
- Krzyż Komandorski Orderu Odrodzenia Polski (9 czerwca 1999)[6]
- Krzyż Oficerski Orderu Odrodzenia Polski
- Krzyż Kawalerski Orderu Odrodzenia Polski
- Złoty Krzyż Zasługi
- Srebrny Krzyż Zasługi (10 lipca 1954)[7]
- Medal 10-lecia Polski Ludowej (8 stycznia 1955)[8]
- Medal Komisji Edukacji Narodowej
- Odznaka „Zasłużony Działacz Kultury”
- Złota Odznaka „Zasłużony Działacz Kultury Fizycznej”
- Złota Odznaka Stowarzyszenia Autorów ZAiKS (1969)[9]